# Namiestnik da Polônia
O Namiestnik do Reino da Polônia (em polonês/polaco: namiestnik Królestwa Polskiego, em russo: наместник Царства Польского; romaniz.: namestnik Tsarstva Pol'skogo; também conhecido como Namestnik, Vice-Rei) foi o representante do Imperador da Rússia que, sob o Reino da Polônia do Congresso (1815–1915), foi denominado "Rei da Polônia". Entre 1874 e 1914, o título Namiestnik foi substituído pelo de Governador-Geral de Varsóvia (em polonês/polaco: generał-gubernator warszawski). 

## História
O cargo de Namiestnik foi introduzido na Polônia pela Constituição do Congresso da Polônia (1815), em seu Artigo 3 (Sobre o Namiestnik e o Conselho de Estado). O namiestnik era escolhido pelo czar entre os cidadãos nobres do Império Russo ou do Reino da Polônia, excluindo cidadãos naturalizados. O namiestnik supervisionava toda a administração pública e, na ausência do monarca, presidia o Conselho de Estado da Polônia do Congresso, bem como o Conselho Administrativo da Polônia do Congresso. Ele podia vetar as decisões dos conselhos; além disso, suas decisões tinham que ser referendadas pelo ministro do governo apropriado. O namiestnik exercia amplos poderes e podia nomear candidatos para a maioria dos cargos governamentais de alto escalão (ministros, senadores, juízes do Alto Tribunal, conselheiros de estado, referendários, bem como bispos e arcebispos). 
O namiestnik não tinha competência nas áreas de finanças e política externa; sua competência militar variava.  Caso o namiestnik não possa exercer o seu cargo devido a renúncia ou morte, esta função será temporariamente exercida pelo presidente do Conselho de Estado. 
O cargo de namiestnik nunca foi oficialmente abolido; no entanto, o último namiestnik foi Friedrich Wilhelm Rembert von Berg, que serviu de 1863 até sua morte em 1874. Nenhum namiestnik foi nomeado para substituí-lo;  no entanto, o papel de namiestnik - vice-rei do antigo Reino do Congresso - passou para o Governador-Geral de Varsóvia  - ou, para ser mais específico, do Distrito Militar de Varsóvia (em polonês/polaco: Warszawski Okręg Wojskowy, em russo: Варшавский Военный Округ; romaniz.: Varshavskiy Voyennyy Okrug). No entanto, na correspondência interna dos escritórios imperiais russos, esse funcionário ainda era chamado de namiestnik. 
O governador-geral respondia diretamente ao czar e exercia poderes muito mais amplos do que o namiestnik. Em particular, controlava todas as forças militares da região e supervisionava os sistemas judiciais (podia impor sentenças de morte sem julgamento). Também podia emitir "declarações com força de lei", que podiam alterar as leis existentes. 

## Lista de titulares

### Vice-reis do Reino da Polônia
| Retrato                                                                            | Nome                               | Mandato               | Mandato               |
| Retrato                                                                            | Nome                               | Posse                 | Fim do Mandato        |
| ---------------------------------------------------------------------------------- | ---------------------------------- | --------------------- | --------------------- |
|                                                                                    | Józef Zajączek                     | 1815                  | 1826                  |
| Vago (1826–1831; poder e responsabilidades exercidos pelo Conselho Administrativo) |                                    |                       |                       |
|                                                                                    | Ivan Paskevich                     | 1831                  | 1855                  |
|                                                                                    | Mikhail Dmitrievich Gorchakov      | 1855                  | 3 de maio de 1861     |
|                                                                                    | Nikolai Sukhozanet                 | 16 de maio de 1861    | 1 de agosto de 1861   |
|                                                                                    | Karl Lambert                       | 1861                  | 1861                  |
|                                                                                    | Nikolai Sukhozanet                 | 11 de outubro de 1861 | 22 de outubro de 1861 |
|                                                                                    | Alexander von Lüders               | Novembro de 1861      | Junho de 1862         |
|                                                                                    | Constantino Nikolaevich da Rússia  | Junho de 1862         | 31 de outubro de 1863 |
|                                                                                    | Friedrich Wilhelm Rembert von Berg | 1863                  | 1874                  |

### Governadores-Gerais de Varsóvia
| Retrato | Nome                        | Mandato | Mandato        |
| Retrato | Nome                        | Posse   | Fim do Mandato |
| ------- | --------------------------- | ------- | -------------- |
|         | Paul Demetrius von Kotzebue | 1874    | 1880           |
|         | Piotr Pavlovich Albedinsky  | 1880    | 1883           |
|         | Joseph Vladimirovich Gourko | 1883    | 1894           |
|         | Pavel Andreyevich Shuvalov  | 1894    | 1896           |
|         | Alexander Imeretinsky       | 1896    | 1900           |
|         | Mikhail Chertkov            | 1900    | 1905           |
|         | Konstantin Maximovich       | 1905    | 1905           |
|         | Georgi Skalon               | 1905    | 1914           |
|         | Yakov Zhilinskiy            | 1914    | 1914           |
|         | Pavel Yengalychev           | 1914    | 1915           |